# Дампјер Сен Никола
Дампјер Сен Никола (фр. Dampierre-Saint-Nicolas) насеље је и општина у северној Француској у региону Горња Нормандија, у департману Приморска Сена која припада префектури Дјеп.
По подацима из 2011. године у општини је живело 521 становника, а густина насељености је износила 132,23 становника/km². Општина се простире на површини од 3,94 km². Налази се на средњој надморској висини од 15 метара (максималној 136 m, а минималној 14 m).

## Демографија
| 1962. | 1968. | 1975. | 1982. | 1990. | 1999. | 2011. |
| ----- | ----- | ----- | ----- | ----- | ----- | ----- |
| 333   | 396   | 509   | 510   | 515   | 483   | 521   |

График промене броја становника у току последњих година